# Центральный банк Кении
Центральный банк Кении (суахили Banki Kuu Ya Kenya) — центральный банк Республики Кения. Банк был учреждён в 1966 году в соответствии с Законом о Центральном банке Кении (1966).
Код банка «CBK».
Основные функции банка:
- Эмиссия кенийской валюты;
- Осуществление валютной политики;
- Валютные запасы;
- Наблюдение за финансовым рынком;
- Банкир и финансовый агент правительства.

Центральный банк страны управляется Советом директоров, состоящим из восьми человек: глава Совета — управляющий, который является председателем банка; заместитель управляющего, который является заместителем председателя; постоянный секретарь Казначейства (член Совета без права голоса), и пять других членов Совета директоров. Все участники назначаются президентом страны сроком на четыре года.